# Mecze reprezentacji Hiszpanii w piłce siatkowej mężczyzn prowadzonej przez Fernando Muñoza

## Oficjalne mecze międzynarodowe
| Nr   | Przeciwnik | Miejsce                        | Data         | Wynik (Hiszpania-przeciwnik)            | Impreza                                                                          | Raport |
| 2011 | 2011       | 2011                           | 2011         | 2011                                    | 2011                                                                             | 2011   |
| ---- | ---------- | ------------------------------ | ------------ | --------------------------------------- | -------------------------------------------------------------------------------- | ------ |
| 1    | Holandia   | Valladolid                     | 27 maja      | 0:3 (22:25, 22:25, 27:29)               | Liga Europejska 2011                                                             |        |
| 2    | Holandia   | Valladolid                     | 28 maja      | 3:0 (25:22, 25:21, 25:19)               | Liga Europejska 2011                                                             |        |
| 3    | Austria    | Guadalajara                    | 3 czerwca    | 3:1 (25:20, 22:25, 25:21, 25:17)        | Liga Europejska 2011                                                             |        |
| 4    | Austria    | Guadalajara                    | 4 czerwca    | 3:1 (25:20, 25:19, 20:25, 25:22)        | Liga Europejska 2011                                                             |        |
| 5    | Grecja     | Pirgos (Grecja)                | 11 czerwca   | 3:1 (23:25, 25:23, 25:21, 25:20)        | Liga Europejska 2011                                                             |        |
| 6    | Grecja     | Pirgos (Grecja)                | 12 czerwca   | 3:0 (25:18, 25:18, 25:21)               | Liga Europejska 2011                                                             |        |
| 7    | Grecja     | Vilanova i la Geltrú           | 17 czerwca   | 3:0 (25:19, 25:22, 25:19)               | Liga Europejska 2011                                                             |        |
| 8    | Grecja     | Vilanova i la Geltrú           | 18 czerwca   | 3:0 (27:25, 25:14, 25:22)               | Liga Europejska 2011                                                             |        |
| 9    | Austria    | St. Anton am Arlberg (Austria) | 24 czerwca   | 3:1 (25:22, 20:25, 25:22, 25:22)        | Liga Europejska 2011                                                             |        |
| 10   | Austria    | St. Anton am Arlberg (Austria) | 25 czerwca   | 3:2 (22:25, 25:19, 18:25, 25:20, 18:16) | Liga Europejska 2011                                                             |        |
| 11   | Holandia   | Rotterdam (Holandia)           | 9 lipca      | 2:3 (25:21, 22:25, 22:25, 25:19, 16:18) | Liga Europejska 2011                                                             |        |
| 12   | Holandia   | Rotterdam (Holandia)           | 10 lipca     | 3:0 (25:23, 28:26, 25:21)               | Liga Europejska 2011                                                             |        |
| 13   | Słowenia   | Koszyce (Słowacja)             | 16 lipca     | 3:2 (26:24, 23:25, 19:25, 25:17, 15:12) | Final Four Ligi Europejskiej                                                     |        |
| 14   | Słowacja   | Koszyce (Słowacja)             | 17 lipca     | 2:3 (22:25, 25:22, 26:24, 22:25, 12:15) | Final Four Ligi Europejskiej                                                     |        |
| 15   | Dania      | Holte (Dania)                  | 27 sierpnia  | 3:1 (25:15, 22:25, 26:24, 27:25)        | faza eliminacyjna europejskich kwalifikacji do Igrzysk Olimpijskich 2012         |        |
| 16   | Dania      | Teruel                         | 3 września   | 3:0 (25:17, 25:22, 25:21)               | faza eliminacyjna europejskich kwalifikacji do Igrzysk Olimpijskich 2012         |        |
| 17   | Słowacja   | Poprad (Słowacja)              | 23 listopada | 1:3 (28:26, 18:25, 23:25, 14:25)        | turniej prekwalifikacyjny europejskich kwalifikacji do Igrzysk Olimpijskich 2012 |        |
| 18   | Austria    | Poprad (Słowacja)              | 24 listopada | 3:1 (25:22, 19:25, 19:25, 18:25)        | turniej prekwalifikacyjny europejskich kwalifikacji do Igrzysk Olimpijskich 2012 |        |
| 19   | Estonia    | Poprad (Słowacja)              | 25 listopada | 3:1 (25:23, 18:25, 22:25, 25:27)        | turniej prekwalifikacyjny europejskich kwalifikacji do Igrzysk Olimpijskich 2012 |        |
| 20   | Słowacja   | Poprad (Słowacja)              | 26 listopada | 3:2 (20:25, 25:21, 23:25, 25:21, 15:17) | turniej prekwalifikacyjny europejskich kwalifikacji do Igrzysk Olimpijskich 2012 |        |

## Mecze i turnieje towarzyskie
| Nr   | Przeciwnik | Miejsce                      | Data         | Wynik (Hiszpania-przeciwnik)            | Impreza           | Raport |
| 2011 | 2011       | 2011                         | 2011         | 2011                                    | 2011              | 2011   |
| ---- | ---------- | ---------------------------- | ------------ | --------------------------------------- | ----------------- | ------ |
| 1    | Portugalia | Póvoa de Varzim (Portugalia) | 20 maja      | 3:2 (25:19, 22:25, 26:24, 19:25, 15:13) | mecze towarzyskie |        |
| 2    | Portugalia | Póvoa de Varzim (Portugalia) | 22 maja      | 0:3 (23:25, 23:25, 22:25)               | mecze towarzyskie |        |
| 3    | Portugalia | Guadalajara                  | 17 listopada | 3:2 (23:25, 17:25, 25:18, 25:20, 15:10) | mecze towarzyskie |        |
| 4    | Portugalia | Guadalajara                  | 18 listopada | 3:0 (25:21, 25:20, 25:19)               | mecze towarzyskie |        |
| 5    | Portugalia | Guadalajara                  | 19 listopada | 3:0 (25:16, 25:19, 25:19)               | mecze towarzyskie |        |

Bilans:
- zwycięstwa-porażki 4-1
- sety wygrane-sety przegrane: 12-7